# Noordelijke varkensdas
De Noordelijke varkensdas (Arctonyx albogularis) is een zoogdier uit de familie van de marterachtigen (Mustelidae). De wetenschappelijke naam van de soort werd voor het eerst geldig gepubliceerd door Edward Blyth in 1853. De soort werd in 2008 afgesplitst van de varkensdas (Arctonyx collaris).

## Voorkomen
De soort komt voor in China, Noordoost-India, Mongolië en het noorden van Myanmar.